# Rinus Houtman
Marinus (Rinus) Houtman (Maastricht, 6 december 1942) is een Nederlandse politicus voor de SGP.

## Loopbaan
Begin jaren 60 was Houtman een van de oprichters van het Leidse C.S.F.R.-dispuut Panoplia. Hij is nog altijd het enige erelid van dit dispuut. Houtman zat van 1970 tot 1977 in de gemeenteraad van Leiden en van 1980 tot 2004 voor de gecombineerde fractie van SGP-GPV-RPF in de Provinciale Staten van Zuid-Holland. Van 1999 tot 2003 was hij ook gedeputeerde. Tot zijn portefeuille behoorde de regio Zuid-Holland-Zuid. Een motie van wantrouwen die in 2002 tegen hem werd uitgebracht omdat hij misstanden op het gebied van het aanbestedingsbeleid van de provincie onvoldoende zou hebben bestreden, werd verworpen.
Naast zijn politieke activiteiten was Houtman van 1984 tot 1999 voorzitter van de directie van de reformatorische pabo De Driestar in Gouda. Na afloop van zijn termijn als gedeputeerde werd hij trekker van Leerpark, een samenwerkingsproject van scholen, bedrijven en gemeente, bedoeld om de overgang van beroepsonderwijs naar bedrijfsleven te vergemakkelijken.
Per 1 december 2007 volgde hij Oene Sierksma op als waarnemend burgemeester van de Zuid-Hollandse gemeente Nieuw-Lekkerland. Daar had hij te maken met de voorbereiding van een gemeentelijke herindeling met buurgemeenten Liesveld en Graafstroom. Deze herindeling kreeg op 1 januari 2013 haar beslag. Per 1 april 2013 was Houtman waarnemend burgemeester van de gemeente Leerdam. Midden 2016 was hij de oudste burgemeester van Nederland. Hij stopte per 1 oktober 2016 en werd opgevolgd door waarnemend burgemeester Tjerk Bruinsma.
Houtman vervult ook een aantal nevenfuncties. Zo is hij voorzitter van de bezwarencommissie van de gemeente Gorinchem en voorzitter van de Raad van Toezicht van het Erfgoedhuis Zuid-Holland.